# Robin Hood: The Legend of Sherwood
Robin Hood: The legend of Sherwood es un videojuego de infiltración y estrategia en tiempo real, desarrollado por Spellbound Studios en 2002. Es similar a juegos tales como Desperados: Wanted dead or alive o la serie Commandos. En el juego, el jugador controla un máximo de cinco personajes, en un entorno basado en las historias del protagonista, Robin Hood. El jugador puede controlar a los compañeros de Robin, incluyendo a Pequeño Juan, Fraile Tuck, Will Scarlet, Will Stutely, y Lady Marian. Robin y sus hombres deben evadir al cruel Sheriff de Nottingham y sus secuaces, y detener las maquinaciones del malvado usurpador del trono de Inglaterra, el Príncipe Juan. Sin embargo, Robin debe evitar la muerte de sus enemigos tanto como sea posible, ya que esto le permitirá reclutar nuevos hombres para su ejército. 

## Argumento
El juego comienza cuando Robin Hood llega a Lincoln después de haber peleado en las Cruzadas, y se encuentra con que, fallecido su padre, su herencia ha sido expropiada por el déspota Sherif de Nottingham. 
Después de terminar las primeras dos misiones se encuentra con Lady Marian en la catedral de Nottingham, quien le informa que el rey Ricardo ha sido secuestrado por Leopoldo de Austria para pedir un rescate, y que el príncipe Juan ha ocupado ilegalmente el trono y se niega a pagar el mismo. 
El jugador deberá juntar las £100.000 para pagar el rescate y salvar al Rey. En la misión final, Robin debe luchar contra el Sheriff y así derrotar al Príncipe Juan.

## Personajes en control del jugador

### Robin Hood
Es un personaje que puede ser controlado por el jugador desde el comienzo del juego hasta el final del mismo (excepto en una misión donde es capturado y encarcelado en Nottingham). Debe afrontar batallas decisivas con enemigos claves (como el sheriff). Robin tiene la capacidad de lanzar flechas, dejar inconscientes a sus enemigos o tentar a soldados enemigos con dinero. 

### Will Stutely
Aparece en las reservas de Nottingham en la segunda misión. Después de que Robin lo salva, él y tres compañeros se escapan a su escondite secreto en Sherwood. Puede lanzar manzanas putrefactas a los soldados enemigos para atraer su atención, soltar redes para atraparlos o disfrazarse de pordiosero para camuflarse mientras los enemigos pasan.

### Will Scarlet
Es el sobrino de Robin, a quien él debe salvar en Leicester, después de ser encarcelado por el sheriff. Tiene la capacidad de estrangular a sus enemigos o derribarlos con su honda y luego acabarlos con su mayal cuando están en el piso. También puede proteger a sus compañeros de las flechas enemigas. 

### Pequeño Juan
Es encontrado en una mini-misión en una villa de Sherwood, rodeado por los hombres del sheriff. Puede silbar para atraer la atención de un soldado enemigo y derribarlo con su puño o su lanza larga. También puede ayudar a sus amigos subiéndolos a sus hombros para alcanzar lugares altos.

### Lady Marian
Es el amor de la infancia de Robin Hood, con quien se reencuentra en la catedral de Nottingham, creyendo que es su confesor, el fraile Tuck. Aunque en un principio no se une a ellos en el bosque de Sherwood, ella aparece en ocasiones especiales durante el juego, donde puede ser controlada por el jugador. Puede escuchar a los enemigos, curar a los hombres heridos de Robin con hierbas y disparar tan bien como cualquiera de ellos. Finalmente se les une después de ser rescatada de un matrimonio no deseado con el grosero Sir Guy de Guisbourne en York.

### FraileTuck
Al principio del juego es un apacible adversario a quien Robin debe golpear. A partir de entonces se transforma en un espía de Robin hasta que es capturado y encarcelado por Lord Scathlock. Él puede ser controlado por el jugador después de que Robin lo rescata en Derby. Tiene la habilidad de lanzar panales de avispas a los enemigos, tentarlos con cerveza y  amarrarlos, y comer una pata de cordero para reanimarse después de una buena batalla.  

### Hombres Alegres
Son personajes más simples, con habilidades limitadas similares a las de los personajes principales. Unos son fuertes, capaces de dejar inconsciente fácilmente a los enemigos, cargarlos y llevarlos; otros son capaces de tirar al blanco y otros, más agresivos, van armados con horcas y manzanas putrefactas. 

## Personajes no controlados por el jugador

### Enemigos
Príncipe Juan, el sheriff de Nottingham, Sir Guy de Guisbourne, Guillaume de Longchamps, Sir Scathlock de Derby y diversos soldados.

### Aliados
Sir Godwin de Lincoln, Lord Ranulph de Leicester, y  diversos soldados aliados.

## Lugares

### Lincoln
Es el lugar de nacimiento de Robin, donde aprendió todas sus habilidades. En el juego, Robin visita este lugar sólo dos veces: una en la primera misión del juego, y otra cuando debe salvar a Sir Goldwin 
de las garras de Sir Guy de Ritchmond. Sin embargo, el jugador puede conseguir una tercera misión en Lincoln, perdiendo la ciudad en manos del enemigo y luego recuperándola. 

### Derby
Es el lugar donde el despiadado  Sir Scathlock vive. Robin viene aquí para encontrar al Príncipe Juan junto a Lady Marian, y para rescatar al fraile Tuck de las garras de Scathlock. Regresa a Derby hacia el final del juego, para derrotar a Scathlock y capturar la fortaleza. 

### York
Es el lugar donde Robin se dirige para salvar a Lady Marian de casarse con Sir Guy de Ritchmond en la catedral. Es la ciudad más grande del juego. Robin vuelve para encontrarse con un espía llamado Allan, quien, a su turno, va a encontrar a Robin Hood en York. Él menciona el plan del príncipe Juan de dejar al rey Ricardo como prisionero del Duque Leopoldo. Allan toma el rescate, y se marcha para entregárselo a los captores. Robin volverá una vez más para la caída de Yorkshire.

### Nottingham
Es el lugar donde Robin rescata a Will Stutely de su ejecución en la segunda misión, y donde se encuentra con Lady Marian por primera vez, en la catedral. Nottingham es el lugar de residencia del vil Sheriff, a quien Robin se enfrentará en la misión final. También es el lugar donde Robin Hood gana la famosa competencia de arquería, en la que casi es descubierto. Más tarde es capturado y rescatado de la cárcel de Nottingham por algunos amigos. 

### Leicester
Es el lugar donde Lord Ranulph, otro de los aliados de Robin Hood, reside. Aquí Robin salva a Will Scarlet de ser encarcelado por el sheriff, y hasta aquí viene para convencer a Ranulph de unírseles para pelear contra las fuerzas del Príncipe. Aquí están las casas de los soldados de uniforme verde, que son aliados de los hombres alegres.

### Bosque de Sherwood
Básicamente, es el lugar donde Robin y sus hombres alegres residen, y acaparan recursos para ser utilizados más tarde. Las misiones y mini-misiones pueden ser elegidas por el jugador, desde un mapa que se encuentra en la esquina superior derecha de la pantalla, en el bosque. 

## Temas musicales
Existen temas musicales uniformes para cada una de las ciudades del juego. Sin embargo, si el jugador es visto por el enemigo y despierta sospechas, el tema cambiará al clímax, y si el combate comienza, el clímax será mayor.